# Filmfare Award/Beste Hintergrundmusik
Der Filmfare Best Background Score Award wird vom Filmfare-Magazin verliehen und ist eine Preiskategorie der jährlichen Filmfare Awards für Hindi-Filme. Der Preis für den Komponisten der besten Hintergrundmusik wird seit 1998 vergeben.
Liste der Preisträger und der Filme, für die sie gewonnen haben:
| Jahr | Komponist                            | Film                       |
| ---- | ------------------------------------ | -------------------------- |
| 1998 | Viju Shah                            | Gupt: The Hidden Truth     |
| 1999 | Sandeep Chowta                       | Satya                      |
| 2000 | Anjan Biswas                         | Hum Dil De Chuke Sanam     |
| 2001 | Sandeep Chowta                       | Jungle                     |
| 2002 | Ranjit Barot                         | Aks                        |
| 2003 | A. R. Rahman                         | The Legend of Bhagat Singh |
| 2004 | Wayne Sharpe                         | Gangaajal                  |
| 2005 | A. R. Rahman                         | Swades                     |
| 2006 | Monty Sharma                         | Black                      |
| 2007 | Salim Merchant und Sulaiman Merchant | Krrish                     |
| 2008 | A. R. Rahman                         | Guru                       |
| 2009 | A. R. Rahman                         | Jodhaa Akbar               |
| 2010 | Amit Trivedi                         | Dev.D                      |
| 2011 | Amit Trivedi                         | Udaan                      |